# Schwarzbachtalbrücke (A 62)
Die Schwarzbachtalbrücke der A 62 ist ein Brückenbauwerk im rheinland-pfälzischen Landkreis Südwestpfalz.

## Geographische Lage
Die Schwarzbachtalbrücke liegt in einer Höhe von etwa 340 m ü. NHN auf der Gemarkung der Ortsgemeinden Thaleischweiler-Fröschen im Süden und Höheinöd im Norden. Etwa 6 km nördlich der Stadt Pirmasens, zwischen dem Weiler Biebermühle im Osten und der Gemeinde Thaleischweiler-Fröschen im Westen, führt die Brücke die Bundesautobahn 62 (Pirmasens–Landstuhl–Kusel–Nonnweiler) von Südwest nach Nordost über das Tal des Schwarzbachs.
Die Brücke liegt nur unwesentlich niedriger als die angrenzenden Berge: Rechts des südwestlichen Brückenkopfs erhebt sich der Dachsberg (345,6 m), links des nordöstlichen Brückenkopfs der Alschbacher Kopf (366 m). Unter der Brücke verlaufen parallel zum Bach die Trassen der Landesstraße 477 (rechts des Bachlaufs) und der Bahnstrecke Landau–Rohrbach (links). Knapp 1 km südlich der Brücke mündet von der L 477 her der Zubringer für die Anschlussstelle 14 Thaleischweiler-Fröschen.

## Anlage

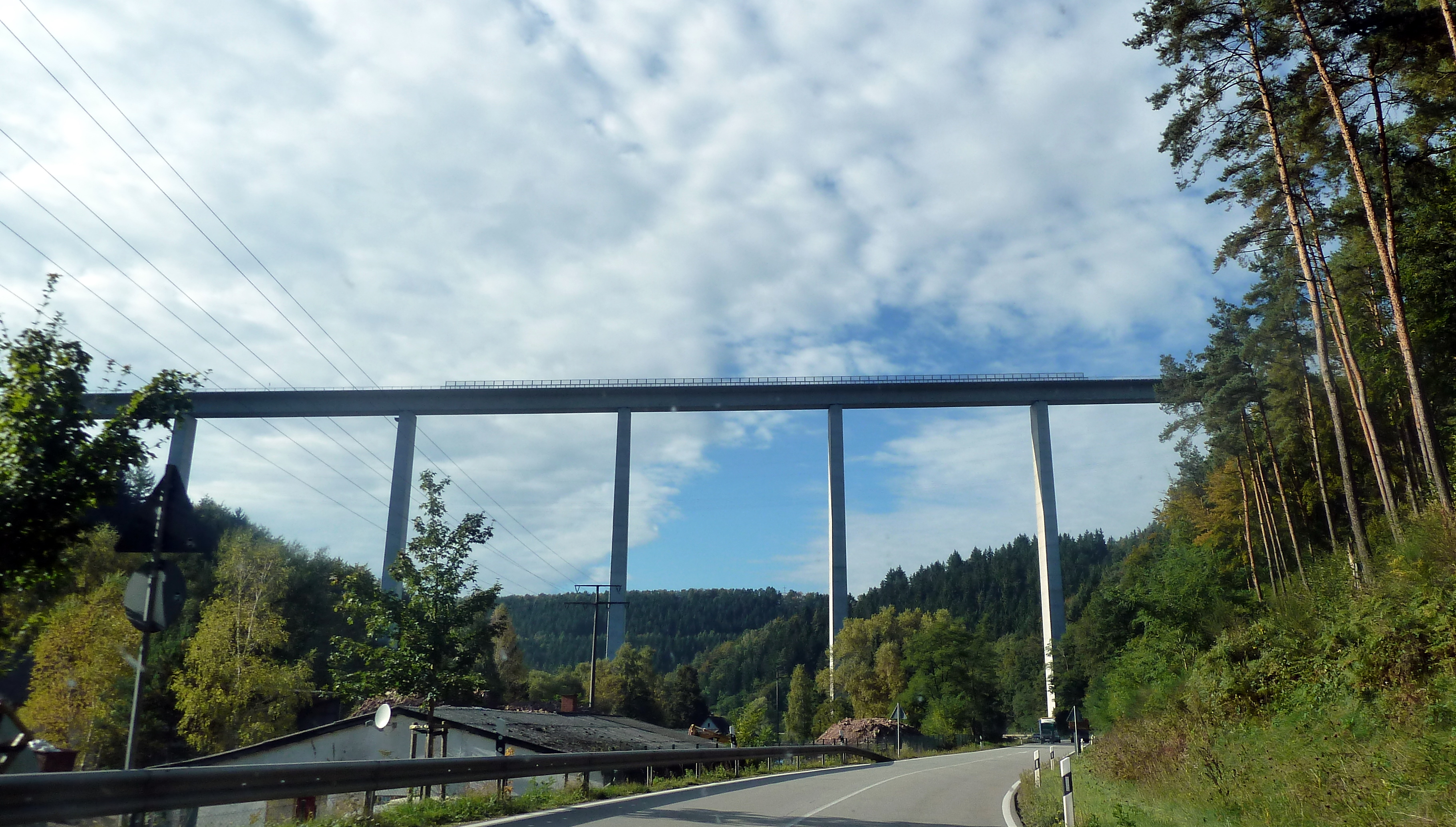
Die Brücke von der L 477 aus

Die Schwarzbachtalbrücke ruht als Elf-Felder-Spannbeton-Hohlkastenbrücke auf zehn Betonpfeilern mit rechteckiger Basis. Mit einer Gesamtlänge von 601,5 m ist sie die längste Brücke im Verlauf der A 62. Die Gesamtbreite ist 13,25 m, die Fahrbahnen liegen in etwa 340 m Höhe. Die Brückenhöhe über dem Schwarzbach, die nur geringfügig die lichte Höhe übertrifft, beträgt etwa 100 m.
Die Brücke ist wie fast der gesamte 21 km lange Abschnitt der A 62 von Pirmasens bis zur Anschlussstelle 12 Bann nur zweistreifig ausgebaut mit einer Fahrspur pro Richtung und ohne bauliche Mitteltrennung. Deshalb ist dieser Abschnitt als Kraftfahrstraße und nicht als Autobahn ausgeschildert.

## Geschichte
Der Bau der Schwarzbachtalbrücke begann 1978, ihre Fertigstellung erfolgte 1981. Der Teilabschnitt zwischen Weselberg und Thaleischweiler-Fröschen des Lückenschlusses Landstuhl–Pirmasens ging auf der östlichen Fahrbahn im Jahr 1985 in Betrieb. Wegen aufwändiger Bauarbeiten wurde die gesamte Lücke erst Anfang der 1990er Jahre geschlossen, worauf die eigentliche Brückennutzung beginnen konnte.
Im September 1990 erlangte die Brücke deutschlandweite Bekanntheit, weil über sie und die noch nicht offiziell eröffnete A 62 die US-Army im Rahmen der Aktion Lindwurm etwa 102.000 mit Giftgas gefüllte Granaten zum Miesau Army Depot abtransportierte, deren vorherige Lagerung im Sonderwaffenlager Clausen der Öffentlichkeit nicht bekannt gewesen war. Der Transport kostete die USA gut 53 Mio. Dollar, die Bundesrepublik musste mehr als 45 Mio. DM (etwa 45.880.971 Euro) für Sicherungsmaßnahmen aufwenden.
Im Rahmen der Instandsetzung der A 62 zwischen den Anschlussstellen Thaleischweiler-Fröschen und Bann im Jahr 2018 wurde auch die Schwarzbachtalbrücke saniert. Die Brücke war zu diesem Zweck vom Jahresanfang bis zum 14. Dezember 2018 gesperrt.
Am 4. Dezember 2021 musste ein einmotoriges Flugzeug auf der Schwarzbachtalbrücke notlanden, weil der Motor ausgefallen war. Auf das gelandete Flugzeug fuhr ein Sattelzug auf. Bei der Kollision trug der Pilot leichte Blessuren davon, der Fahrer des Lastkraftwagens blieb unverletzt.